# 228158 Mamankei
228158 Mamankei este o planetă minoră (asteroid) din centura de asteroizi. A fost descoperită pe 19 septembrie 2009 la Xuyi County⁠(d) de Observatorul de pe Muntele Purpuriu⁠(d). 
Obiectul prezintă o orbită caracterizată de o semiaxă mare de 3,1416323661639 UAi, o excentricitate de 0,020956537811815, o înclinație de 18,157220906944 ° în raport cu ecliptica.